# Asplundia pittieri
Asplundia pittieri là một loài thực vật có hoa trong họ Cyclanthaceae. Loài này được (Woodson) Harling miêu tả khoa học đầu tiên năm 1954.